# Prison Tycoon
Prison Tycoon est un jeu de gestion, sorti le 21 juillet 2005, dont le but est de construire la meilleure prison pour éviter les évasions,,.

## Réception
Ce jeu a reçu de très mauvaises notes par la presse de jeux vidéos, pour sa mauvaise jouabilité et son faible intérêt.

## Suites
Ce jeu a eu plusieurs suites.

## Annexe